# ヴェルサイユ条約

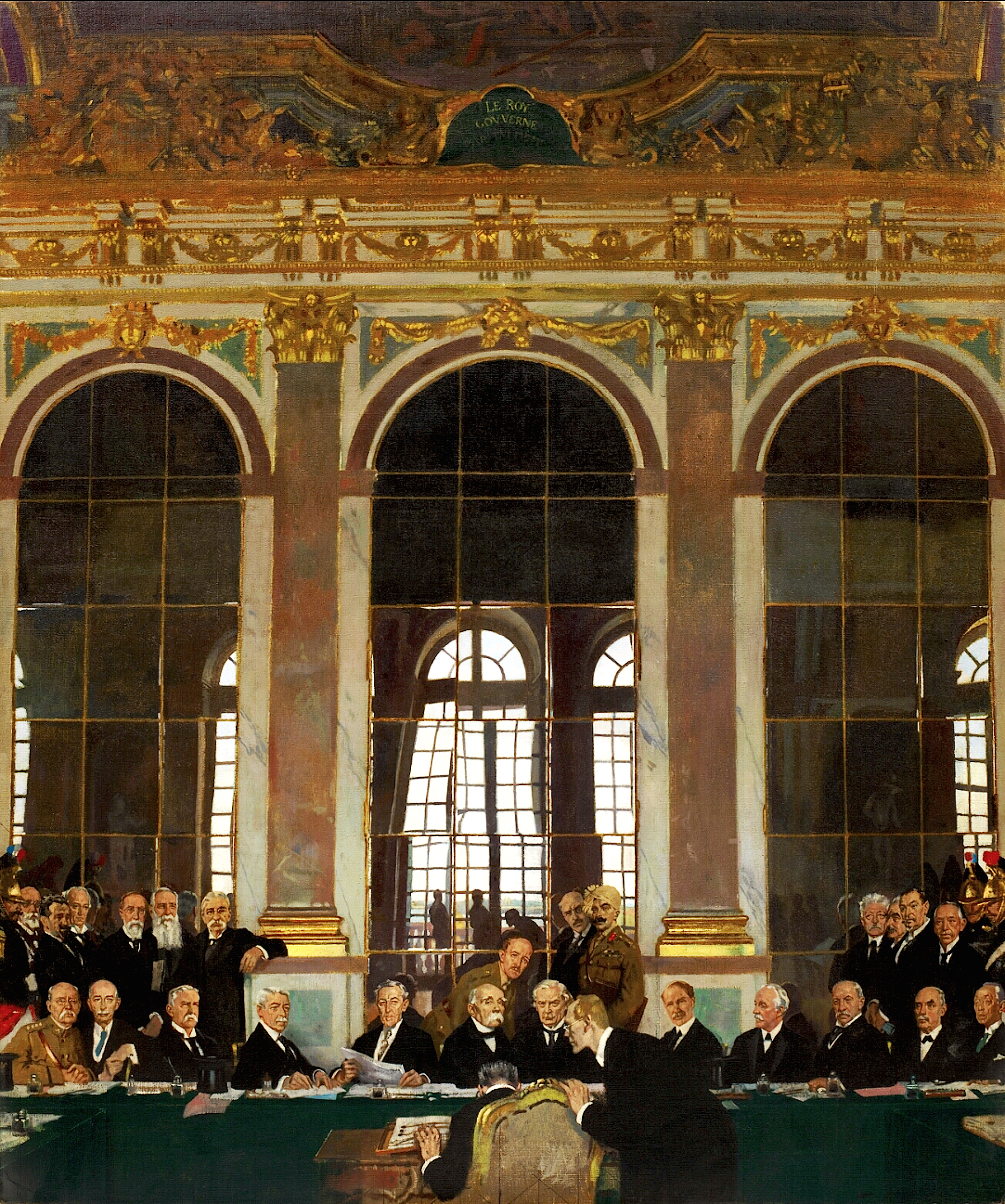
『ヴェルサイユ宮殿、鏡の間における講和条約調印、1919年6月28日』。作・ウィリアム・オルペン

ヴェルサイユ条約（ヴェルサイユじょうやく、仏: Traité de Versailles）は、1919年6月28日にフランスのヴェルサイユで調印された、第一次世界大戦における連合国とドイツ国の間で締結された講和条約の通称。「ベルサイユ条約」とも表記される（「ヴ」の記事も参照の事）。
正文はフランス語と英語であり、正式な条約名はそれぞれフランス語: Traité de paix entre les Alliés et les Puissances associées et l'Allemagne、英語: Treaty of Peace between the Allied and Associated Powers and Germanyであるが、ヴェルサイユ宮殿で調印されたことによって、ヴェルサイユ条約と呼ばれる。
日本における正式条約名は同盟及連合国ト独逸国トノ平和条約（大正9年条約第1号）。
この条約および、諸講和条約によってもたらされた国際秩序をヴェルサイユ体制（ヴェルサイユたいせい）という。
ヴェルサイユの表記揺れで、ベルサイユ条約やベルサイユ体制と表記することもある。

## 背景

### 休戦交渉と休戦協定

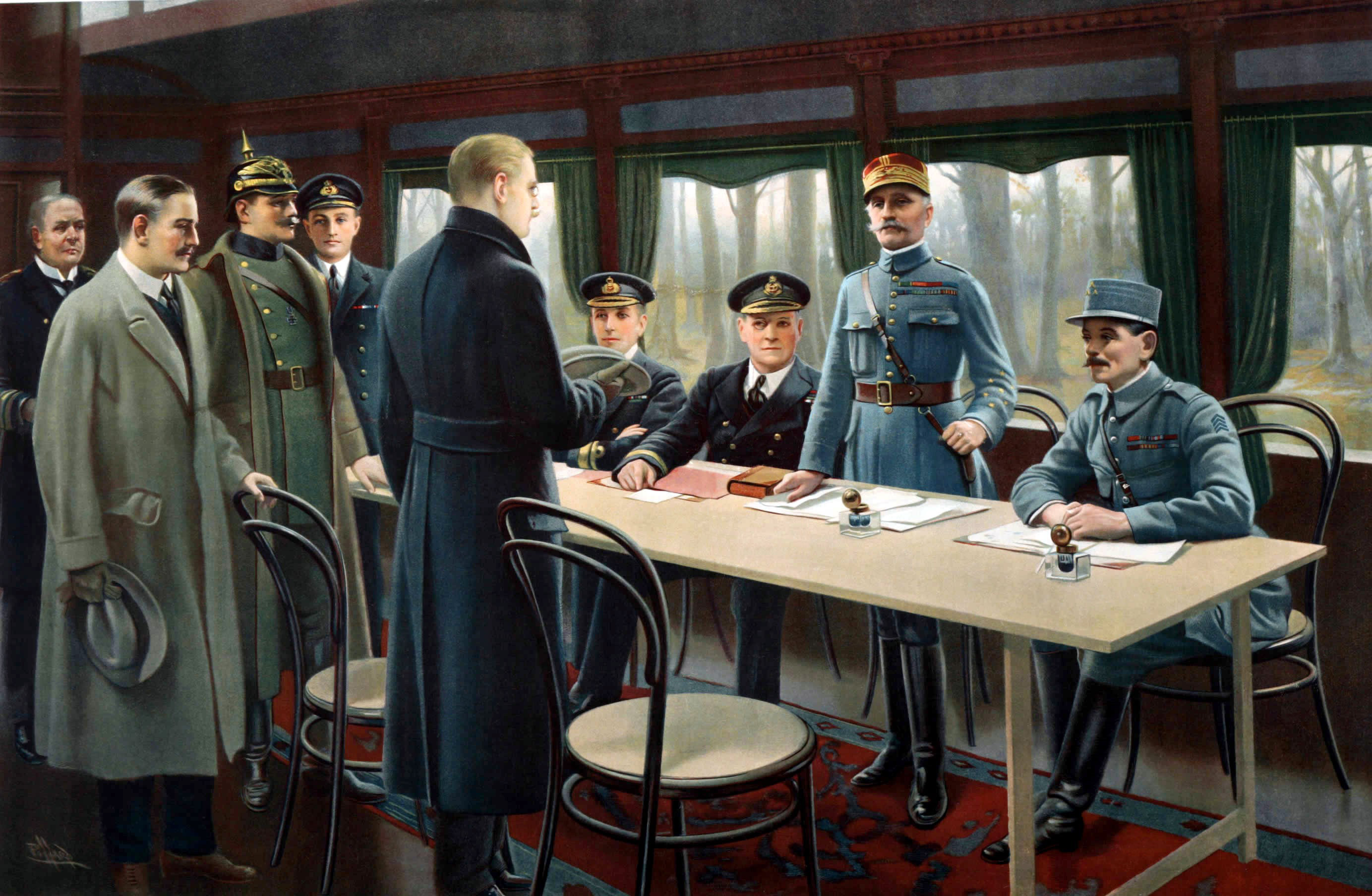
休戦協定締結の様子（写真をもとにした絵画）

1916年12月12日、ドイツ帝国が和平の探りを入れるために覚書を発表すると、12月18日に中立国であったアメリカ合衆国大統領ウッドロウ・ウィルソンは平和覚書を発表し、和平仲介を買って出た。しかしこの際は連合国の拒否に遭い、和平は実現しなかった。ウィルソンはその後も和平実現の望みを捨てず、1917年1月22日の上院演説で「国際連盟設立」、公海の自由、世界規模の民主化、ポーランドの自由化を求め、公正な「勝利無き講和」を訴えた。その後アメリカは連合国側として参戦することになるが、ウィルソンはその後も公正な講和を唱え、1918年1月8日には「十四か条の平和原則」を発表し、公正な講和を目指す旨をアピールした。
1918年の夏になるとドイツの敗北は明らかになり、9月29日にスパで開かれていた大本営はウィルソンに講和交渉要請を決定した。10月3日に首相となったバーデン公子マックスはアメリカに講和のための覚書を送付し、アメリカとの間で覚書交換がはじまった。この講和交渉の中でアメリカは「十四か条の平和原則」を講和条約の基礎とした上で、専制的と見られたドイツの体制変革を要求し、10月22日にバーデン公子マックスもこれを受諾した。ただしこの時点ではイギリス・フランスといった連合国間での合意は行われておらず、ウィルソンは友人であったエドワード・ハウス名誉大佐をパリに派遣した。ハウスはかなりの妥協と引き替えに「十四か条の平和原則」を講和の前提とする合意を取り付けた。10月27日には講和に反対するエーリヒ・ルーデンドルフ参謀次長が解任され、10月28日には首相の権限が強化された憲法改正が行われ、専制色が薄められた。
11月5日にはキール軍港で水兵の反乱が起きたが（キールの反乱）、同日にアメリカ国務長官ロバート・ランシングから休戦条件の詳細について連合国が保障かつ強制する無制限の権力を有するという、事実上の無条件降伏に近い内容を確認する「ランシング・ノート」が送付された。11月7日にマティアス・エルツベルガー無任所相と新参謀次長ヴィルヘルム・グレーナー中将がパリ郊外のコンピエーニュの森に派遣され、連合国軍総司令官フェルディナン・フォッシュ元帥との休戦交渉を開始した。
その後首都ベルリンでも皇帝退位を求める声が高まり、11月9日にはバーデン公子マックスが首相を辞任してフリードリヒ・エーベルトが新首相となった。同日にはフィリップ・シャイデマンが独断で共和制を宣言し（ドイツ革命）、翌日には皇帝ヴィルヘルム2世がオランダに亡命した。
共和国政府を率いることになったエーベルトの臨時政府は休戦交渉を引き継ぐこととなり、エルツベルガーらに交渉の継続を命令した。交渉の末、11月11日に休戦協定が結ばれた。この休戦協定は占領地やアルザス＝ロレーヌからの即時撤退を含む、抗戦継続を不可能にする大変厳しいものであったが、「十四か条の平和原則」と、1918年2月11日の「四原則」と「民族自決・無併合・無軍税・無懲罰的損害賠償」、9月27日の「五原則」を加えた「ウィルソン綱領」が将来の講和条約の原則となるとされた。
休戦期間は1か月とされており、ドイツ側の状況によっては期限満了後に更新されないことになっていた。

### 講和条件に対するドイツ側の想定
エーベルトの臨時政府は講和交渉の担当者としてウルリヒ・フォン・ブロックドルフ＝ランツァウ外相を任命し、独自に講和条件の想定を行った。
領土
- エルザス（アルザス）地方や、東部国境については住民投票で帰属を決定する。またポーランドの海への出口は保障する。ただしザール地方などのフランスの要求には応じられないしドイツ系オーストリアのドイツへの合併は認められなければならない。

賠償
- ベルギーと北フランスの損害再建費用として10億金マルク程度。さらに無制限潜水艦作戦の損害賠償で380億マルクを要求される可能性があるが、200億マルク以上の支払い能力はドイツにはない。

戦争責任
- ドイツ独立社会民主党や急進左派は「旧体制」の戦争責任を認める傾向があるが、政府やドイツ社会民主党はこれを支持せず、戦争責任は認めない。

その後、講和会議の間までドイツ国内の政治家は「公正な講和」を求める主張をたびたび行っていた。またこの間、クルト・アイスナーらのバイエルン自由国政府が独自に連合国と講和する動きを見せたが、他のドイツ諸邦や連合国の支持は得られなかった。

## 条約策定

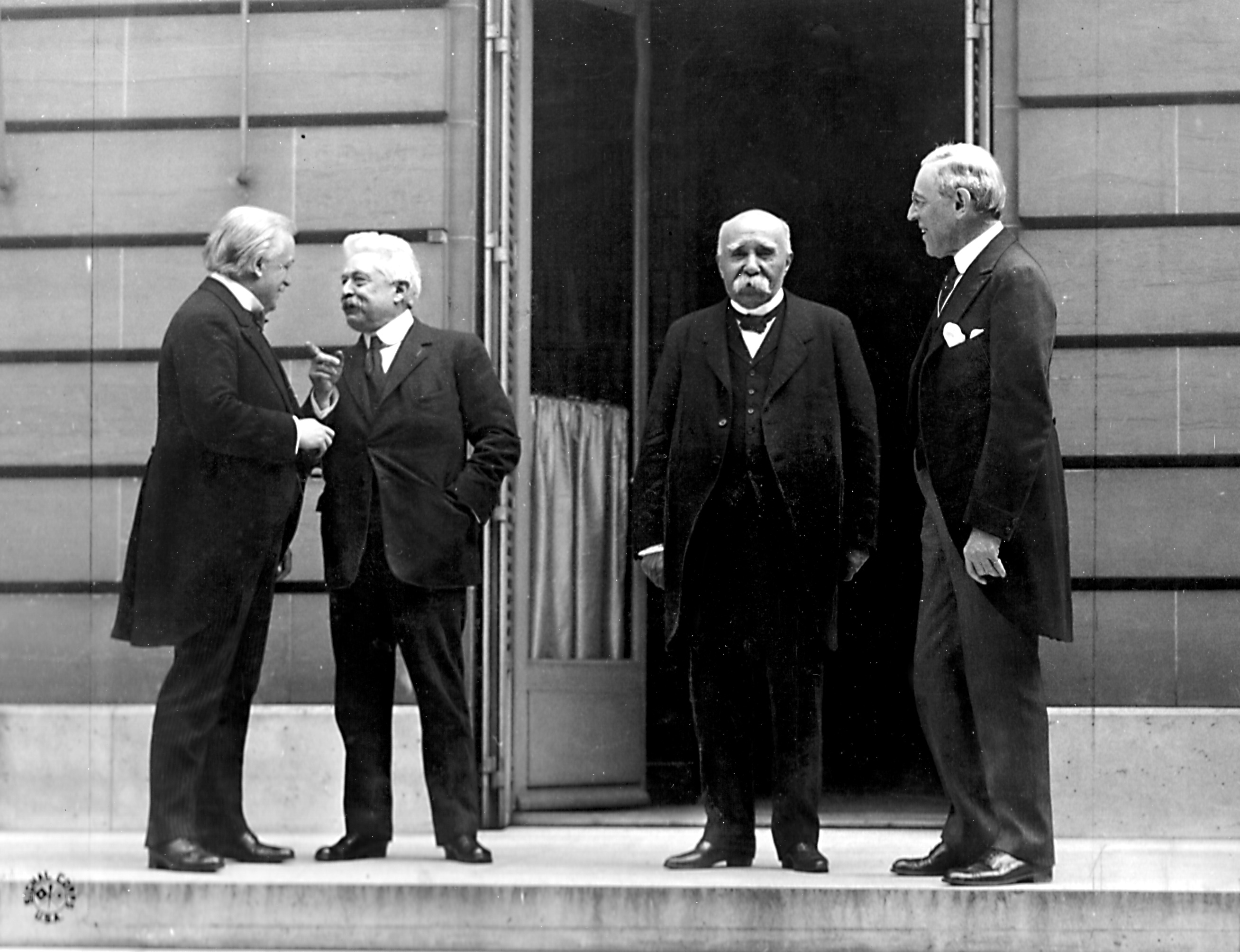
パリ講和会議における「四巨頭」、左から順にロイド・ジョージ、オルランド、クレマンソー、ウィルソン

講和条約の詳細策定は、1919年1月18日からパリにおいて開催されたパリ講和会議で行われた。ウィルソン、デビッド・ロイド・ジョージイギリス首相、ジョルジュ・クレマンソーフランス首相ら連合国首脳が6か月にわたって会議を行ったが、まず連合国間で講和条件を話し合うべきとするイギリス・フランスの主張と、オーストリア＝ハンガリー帝国が崩壊してその後の政府が選出されないという混乱もあったため、ドイツ代表は講和会議に招待されなかった。
講和会議の協議ではドイツに大きな負担を負わせ、自国の安全保障を図ろうとするクレマンソーの主張と、行き過ぎた懲罰に反対し、自らの「公正な講和」概念を貫こうとするウィルソンの二つの路線が対立した。またロイド・ジョージはヨーロッパの勢力均衡をとろうとする意図からフランスほど強硬ではなかったが、多くの戦費や債務をドイツ賠償で補おうとする点では変わらなかった。さらに連合国が支払った膨大な戦費や損害、そのためにアメリカから借り入れた債務、そして賠償とドイツに対する懲罰を要求する英仏両国の世論も会議に影響を与えた。条約は秘密の中で作成され、4月後半にはドイツへの提示案が完成したが、これを事前に公表すればドイツが応じることはなく、また過激派の力が増大することが危惧されていた。協議の結果、ドイツ提示後に概略を公表することとなった。

## ドイツに対する提示と交渉

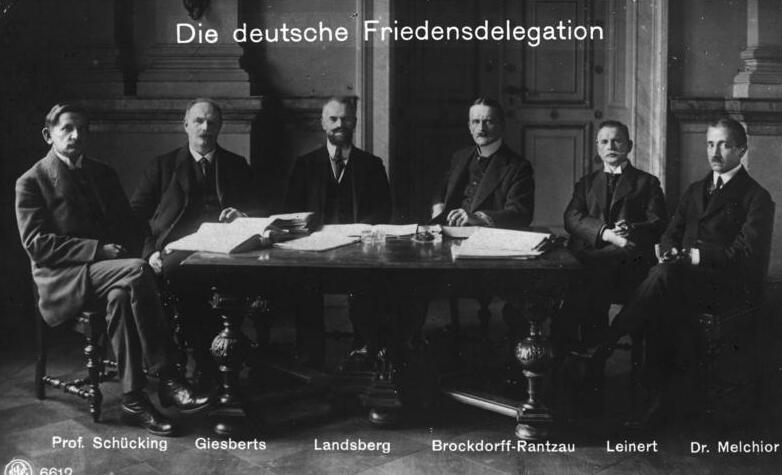
ドイツ代表団。左から4人目がブロックドルフ＝ランツァウ

4月18日、ドイツに対して代表団派遣が招請され、ブロックドルフ＝ランツァウを首席とするドイツ代表団は4月29日にパリに到着した。5月7日午後、外務省付近のトリアノンホテルで条約案を提示された。ドイツ側には文書による意見を述べる14日間の回答期限が設定されていた。口頭での交渉は許されていなかったが、ブロックドルフ＝ランツァウはその場で着席したまま戦争責任条項に対する抗議を行い、ロシアの動員こそが世界大戦に至る原因であったと主張した。しかし、この態度は連合国首脳によい印象を与えなかった。
条約案を受け取ったドイツでは激しい反発が起こった。5月12日にはシャイデマン首相が、18日にはエーベルト臨時大統領が受け入れられないと声明した。代表団も次々と覚書を連合国に送付したが、5月10日に連合国は基本的方針を堅持すると伝達した。ブロックドルフ＝ランツァウが特に問題としたのは戦争責任を定めた231条（戦争責任条項、英: War Guilt Clause）であり、交渉決裂も辞さない構えであったが、エルツベルガーら一部の閣僚は交渉決裂は戦争につながると危惧していた。ドイツ側は反対提案をまとめ、5月29日に提出したが、その内容は以下のようなものであった。
ドイツ側提案の講和案と意見
- 賠償金上限を無利子1000億金マルク、1926年5月1日までに200億金マルク支払う
- ただし賠償支払いは1914年時点でのドイツ領土維持を条件とする
  - エルザス＝ロートリンゲン（アルザス＝ロレーヌ）の支配権は放棄するが、帰属先を決める住民投票を要求する
  - ポーゼン州のうち、明らかなポーランド人の居住地域については割譲する。ポーランドの「海への出口」はヴィスワ川の自由通航と、メーメル・ケーニヒスベルク・ダンツィヒを自由港とすること等で達成させる
- フランスの炭鉱が復旧するまで石炭を提供する
- シュレースヴィヒについては住民投票で帰属を決定する
- オーストリアおよびベーメン（ボヘミア、特にいわゆるズデーテン地方）のドイツ人についても民族自決権が適用されることを期待する
- （手交された講和条約案に）従いながら、経済を再建することなど不可能である。「かくて国民全体が自らの死刑判決に署名しなければならないのである」

三首脳やフォッシュ元帥はドイツ側が条約を拒否すれば、最終目標をベルリンとする戦争を再開する構えであった。ドイツ側の反発だけではなく、イギリス・アメリカのマスコミ等も過酷であると批判した。しかしウィルソンやクレマンソーはドイツ側の意見に対してもなんら考慮する姿勢を見せなかった。一方でロイド・ジョージはイギリス帝国内部の首脳やイギリス世論が条約への反発を強めたことと、ドイツ側が拒否する公算が高まってきたことから、譲歩に傾き始めた。6月1日にイギリス帝国戦時内閣の緊急閣議が開かれ、ドイツ側に譲歩する必要があるかを協議した。南アフリカ外相のヤン・スマッツら閣僚はドイツに譲歩するべきであると主張し、東部国境・占領期間・ドイツの国際連盟への加入・賠償の一定額固定への変更の4点について、ドイツ側に譲歩する提案を四人会議で交渉する権限がロイド・ジョージに与えられた。6月2日の四人会議でロイド・ジョージは譲歩を主張したが、原則主義者であるウィルソンとクレマンソーはロイド・ジョージの変節に怒り、協議は難航した。6月14日に四人会議の議論は決着し、ザールやオーバーシュレージエン（上シレジア）の譲渡が住民投票に変更される等の細部の譲歩が行われることとなった。
6月16日、ドイツ側の所見に対する回答が行われたが、この日に三首脳はドイツが条約締結を拒否すればベルリンまで攻撃するという案の確認を行った。ところがフォッシュは現状では三首脳が期待するような攻勢の準備は出来ないと発言したため、三首脳はフォッシュの責任を激しく追及した。

## 条約受諾
6月18日、政府はヴァイマルで与党であるヴァイマル連合（ドイツ社会民主党、中央党、ドイツ民主党）に条約受諾の賛否を問うた。社会民主党は75対35で抗議つきの調印を支持し、中央党は231条と戦犯引渡しを拒否するという条件で調印を承認したが、民主党会派では反対が上回った。しかし、軍のグレーナーが軍事的抵抗は不可能であるとの認識を示したことが決定打となり、方針が受諾へと傾いた。グレーナーは当初拒否の方針であったが、受諾拒否がかえって共和制やドイツ国家の解体につながることを懸念して条約受諾に方針転換した。6月19日の閣議ではグレーナーと国防相グスタフ・ノスケが国民議会各派や閣僚を説得し、最終的に受諾方針が固まった。シャイデマンは内閣の総辞職を宣言してグスタフ・バウアーが首相となった。さらに民主党の意見により条約改正を求めた電報が送られることになったが、効果なしと見た社会民主党の反対により、この電報は署名なしで送られている。
6月22日、バウアー首相は戦争責任について認めず、皇帝への有罪判決や戦犯処罰は受け入れられないと条件をつけた上で、議会で条約受諾を声明した。国民議会は237対128で賛成し、政府は条件付で条約を受け入れる旨を連合国に申し送った。しかし連合国は無条件での受諾を求め、国民議会は6月23日に講和には反対するが、講和を受諾したものが愛国的な動議に基づくものであると認めるという付帯決議をつけた上で、政府の条約調印権限を承認した。ここに至って政府は条約の受諾を声明した。

## 条約調印

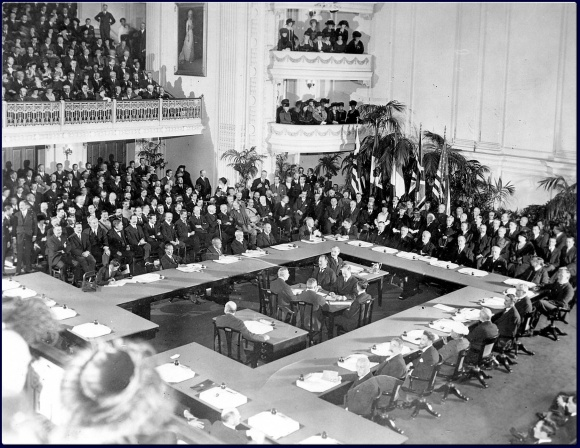
ヴェルサイユ条約の調印

条約調印式は1919年6月28日、ヴェルサイユ宮殿の鏡の間で行われた。鏡の間は「平和の間」と「戦争の間」を繋ぐ回廊であり、また、かつて普仏戦争の仮条約締結と、ドイツ帝国の成立が宣言された場所でもあった。ドイツ側の代表として条約受諾に反対し辞任したブロックドルフ＝ランツァウにかわり、ヘルマン・ミュラー外相とヨハネス・ベル運輸相が調印した。中華民国は山東問題の解決を不服として署名しなかった。
その後、各国での批准手続きを経て、1920年1月10日に発効した。またアメリカ合衆国においては、ヴェルサイユ条約とその他の講和条約に内包されている国際連盟規約10条には、加盟国が侵略を受けた際にアメリカを含む国際連盟理事会が問題解決に義務を負うという規定が存在し、共和党が優位だったアメリカ合衆国上院の外交問題委員会は、この条項に留保条件を付けることを主張した。しかし民主党のウィルソン大統領は妥協に応じず、上院での批准は成立しなかった。それでも、アメリカ共和党のハーディング大統領は1921年8月25日に米独平和条約を、中華民国は1922年5月15日に中独平和回復協定を締結しドイツとの講和に至った。

## 内容

### 国際連盟
条約の第一篇（1条から26条）は国際連盟規約に割かれており、これはサン＝ジェルマン条約、ヌイイ条約、トリアノン条約、セーヴル条約と同様の構成である。付属書ではドイツを除く平和条約署名国とともに、複数の国を原加盟国（国際連合原加盟国）として招請している。

### ドイツの領土

淡黄の地域はドイツがヴェルサイユ条約によって喪失した領土
薄緑の地域はザール国際管理地域

第二篇（27条から30条）はドイツの境界を規定している。一部の地域に関しては住民投票による帰属決定が行われることとなった。
- オイペン、モンシャウ（英語版）、マルメディをつなぐ線から以西を割譲し、ルクセンブルクに至る線をベルギー方面の国境とする。
- ルクセンブルク・スイス方面の国境は1870年7月18日に定められ、1914年8月3日（第一次世界大戦開戦前日）時点での国境を維持する。
- オーストリア方面については、チェコスロバキアとの国境を考慮し、1914年8月3日時点の国境を維持する。
- チェコスロバキア方面の国境は、1914年8月3日時点でのドイツ・オーストリア＝ハンガリー帝国国境を考慮する。またオーストリア・シレジア（英語版）のうち、現在のフルチーン地域に当たる地方（316か333平方km）を割譲する。
- ポーランド方面の国境は、ヴェストプロイセンとポーゼン州（英語版）の大部分、さらに海への出口となるポーランド回廊を割譲する。
- オーバーシュレージェンについては住民投票で帰属を決定する。
- デンマーク方面の国境は、109条と110条に基づき、シュレースヴィヒ（地域一帯の名称）のうち、中部シュレースヴィヒと北部シュレースヴィヒ（デンマークの旧・スナユラン県）の帰属は住民投票によって決定する。

### ヨーロッパの政治条項
第三篇（31条から117条）ではヨーロッパ各国の政治について定められた。
- ベルギーの永世中立を定めたロンドン条約は現状に適さなくなったため破棄し、新たな条約を締結してベルギーの独立を保障する。リエージュ西方のプロイセン領、両国間の共同統治領域であり、中立地帯であった中立モレネを正式にベルギーに編入する。
- ドイツは過去の条約でルクセンブルクにおいて認められていた権益を放棄する。またルクセンブルクの永世中立放棄に同意する。
- ドイツはライン川左岸50kmの地域における築城・駐屯・動員を行えない。これに違反することは、条約署名国に対する敵対行為とみなす。
- ドイツはフランス北部の炭鉱に与えた損害の補償として、ザール地方の炭鉱所有権を譲渡する。また、条約で定義したザール地域の行政は、国際連盟が指名した施政委員会によって行われる。また15年後に住民投票を行い、その結果によってザール地域の帰属を決定する。帰属がドイツに決定した場合には、炭鉱の所有権はドイツが買い戻すことができる。
- アルザス＝ロレーヌ地域の一部が普仏戦争によってドイツに編入された措置は不当であり、休戦条約締結の日をもって、フランスに復帰する。
- オーストリアの独立は国際連盟の承認が無い限り、ドイツ国が変更してはならない（アンシュルスの禁止）。
- チェコスロバキア・ポーランドの独立と国境線の確定。飛び地となった東プロイセンの国境が定められる。メーメルを含む北東地域は放棄する（クライペダ地域）。南部地域（アレンシュテイン（現在のオルシュティン）とマリエンヴェルダー（現在のクビジニ（英語版））を中心とする地域）については住民投票の後に帰属を決定する。
- ダンツィヒは自由都市化し、国際連盟の保護下に置く（自由都市ダンツィヒ）。
- ドイツはヘルゴラント島に設置した要塞・港湾設備を破壊しなければならない。
- ドイツは1914年8月1日以前の旧ロシア帝国領諸国の独立を承認し、尊重する。またボリシェヴィキ政府と結んだブレスト＝リトフスク条約など一切の条約・協定の失効を確認する。

### ドイツの国外財産・植民地
第四篇（118条から158条）は、ドイツの国外権益を定めている。ドイツはヨーロッパや条約締結国における、自国領域外にある権益・特権の一切を放棄する。ただし、膠州湾租借地と、それに関連する特権は日本に譲渡する（山東問題）。また従来の植民地はすべて放棄する。一環としてドイツ・オリエントバンクがモロッコ銀行株を手放した。

### 軍備条項
第五篇（159条から213条）はドイツの軍備に厳しい制限を加えるとともに、武装解除についても規定している。

#### 軍備制限
兵力

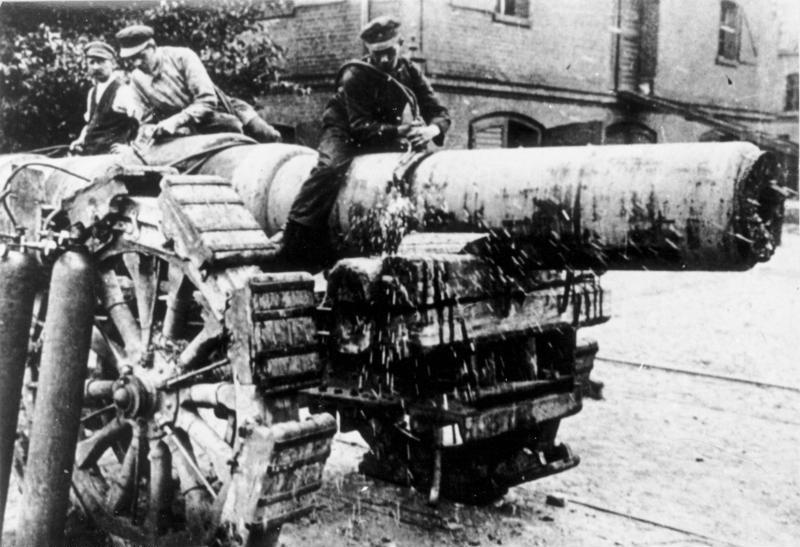
破壊される大砲。1919年

- ドイツの陸軍兵力は、1920年3月31日までに歩兵7個師団と騎兵3個師団以下、将校を含めて10万人以下とする。
  - 本条約締結から3か月以内に20万人規模、歩兵14個師団、騎兵6個師団以下に縮小する。
- ドイツの海軍兵力は、本条約締結から2か月以内に1万5000人、うち下士官は1500人規模に縮小する。
- 参謀本部、それに類似する機関は禁止する。
- 国境警備隊は1913年以前より増員してはならない。
- 一般義務兵役は廃止し、志願兵制度のみを採用する。
- 兵の勤続年数は12年を下限とする（短い勤務年限で退役させることで予備兵力を増やせないように）。
- 下士官は総兵員定数の5%以下とする。
- 陸軍大学校等各種軍学校の生徒は兵員に算入する。

兵器
- ドイツが国際連盟加盟を許されるまでは、兵器に関して以下の制限を設ける。
- 1920年3月31日までに以下の量まで削減する。
  - 砲弾数制限。口径10cm以下は一門につき1500発、口径10cm以上は一門につき500発まで
  - 補充分として携行火器は25分の1、火砲は50分の1以下を許容範囲とする。
- 兵器、航空機を含む軍需物資の製造は連合国の許可を必要とする。
- 軍需材料の輸入禁止。
- 装甲車・戦車・潜水艦・毒ガス・化学兵器の輸入・製造を禁止、毒ガスについては研究も禁止。
- 兵器の貯蔵量は以下を限度とする
  - 小銃：84000丁
  - 騎銃：18000丁
  - 小銃・騎銃の弾薬は一丁あたり400発、合計4080万発。
  - 重機関銃：792丁
  - 軽機関銃：合計1134丁
  - 機関銃の弾薬は一丁あたり8000発、合計1540万8000発。
  - 中迫撃砲：63門、弾薬一門あたり400発、合計2万5200発
  - 軽迫撃砲：189門、弾薬一門あたり800発、合計15万1200発
  - 77ミリ野砲：204門、弾薬一門あたり1000発、合計20万4000発
  - 105ミリ榴弾砲：84門、弾薬一門あたり800発、合計6万7200発

海軍
- ドイツ海軍が保有できる艦艇は下記の制限以下とする。潜水艦はこれに含まれない。
  - ドイッチュラント級もしくはロートリンゲン級戦艦：6隻
  - 軽巡洋艦：6隻
  - 駆逐艦：12隻
  - 水雷艇：12隻
- ドイツ港湾にある一切のドイツ国艦艇の所有権を放棄する
- ヘルゴラント、ラインラント等の戦艦8隻、軽巡洋艦8隻、駆逐艦42隻、新型水雷艇50隻を武装解除して2か月以内に引き渡す。ただし、砲はそのままとする。
- 潜水艦はすべて連合国に引き渡す。新規の建造は商業目的であっても禁止する。
- 代艦を建造する場合は、以下の排水量を限度とする
  - 装甲艦：1万トン
  - 軽巡洋艦：6000トン
  - 駆逐艦：800トン
  - 水雷艇：200トン
- 大戦中、北海に敷設した機雷を除去する。

航空
- 機雷除去任務のため、100機の航空機、1000人以下の兵員を保有できる。それ以外の航空機や部品は連合国に引き渡す。
- 連合国の航空機は、撤退までの間、ドイツ国内を自由に飛行・着陸できる。
- 航空機とその部品、航空機用エンジンの製造・輸入は禁止される。

その他
- 動員を禁止する。
- バルト海の海路自由通航権を守るため、北緯55度27分から北緯54度、東経9度から16度の間に要塞を設置してはならない。航路図・海図を連合国に提出する。
- 現在のドイツ海岸線から50km以内の砲台は防御設備と認める。
- ベルリン等にある大規模無線電信所は、非政治的な目的に限って使用を許可する。新規に大規模な無線電信所を設置してはならない。

#### 条約に基づく軍の編成
軍団編成
- 軍団司令部は2を上限とし、所属する将校数は一司令部につき30名、下士官150名。
- 軍団司令部の武器は師団割り当ての余剰分を用いる

歩兵師団の編成
- 歩兵師団一個師団には将校410名、下士官10830名が所属可能であるとされた。
  - 歩兵師団司令部に所属する将校数は一司令部につき25名、下士官70名。
  - 師団指令歩兵部は1、将校は4名、下士官30名。
  - 師団指令砲兵部は1、将校は4名、下士官30名。
  - 歩兵連隊は一師団に3個連隊。1個連隊は3個歩兵大隊と1個機関銃大隊で構成される。1個連隊につき将校70名、下士官2300名。
  - 迫撃砲中隊は一師団に3個中隊。1個中隊につき将校6名、下士官150名。
  - 師団騎兵中隊は一師団に1個中隊。1個中隊につき将校6名、下士官150名。
  - 野戦砲兵連隊は一師団に1個連隊。1個連隊は3個砲兵大隊で構成される。1個連隊につき将校85名、下士官1300名。
  - 工兵大隊は一師団に1個大隊。1個大隊は2個工兵中隊、ポンツーン部隊1、サーチライト班1で構成される。1個大隊につき将校12名、下士官400名。
  - 通信隊は一師団に1個隊。電話隊、聴取班、軍用鳩班それぞれ1で構成される。1個隊につき将校12名、下士官300名。
  - 師団衛生隊は一師団に1個隊。1個隊につき将校20名、下士官400名。
  - 諸廠および輜重担当は一師団に将校14名、下士官800名。
- 以下の火砲配備制限
  - 小銃：一個師団あたり12000丁、合計84000丁
  - 重機関銃：一個師団あたり108丁、合計756丁
  - 軽機関銃：一個師団あたり162丁、合計1134丁
  - 中迫撃砲：一個師団あたり9門、合計63門
  - 軽迫撃砲：一個師団あたり27門、合計189門
  - 77ミリ野砲：一個師団あたり24門、合計168門
  - 105ミリ榴弾砲：一個師団あたり12門、合計84門

騎兵師団の編成
- 騎兵師団一個師団には将校275名、下士官5250名が所属可能であるとされた。
  - 騎兵連隊は一師団に6個連隊。1個連隊は4個騎兵中隊で構成される。1個連隊につき将校40名、下士官800名。
  - 迫撃砲中隊は一師団に3個中隊。1個中隊につき将校6名、下士官150名。
  - 師団騎兵中隊は一師団に1個中隊。1個中隊につき将校6名、下士官150名。
  - 騎砲兵大隊は一師団に1個大隊。1個大隊につき将校20名、下士官400名。
- 以下の火砲配備制限
  - 騎銃：一個師団あたり6000丁、合計18000丁
  - 重機関銃：一個師団あたり12丁、合計36丁
  - 77ミリ野砲：一個師団あたり12門、合計36門

#### 国際監督委員会
203条から210条では、ドイツの軍備制限や武装解除を監視するための連合国国際監督委員会の設置が定められた。

### 捕虜と墳墓
第6篇（214条から226条）では捕虜や抑留者の返還と、大戦中に設営された兵士の墳墓の保存について規定している。

### 制裁
第7篇（227条から230条）では、「前」ドイツ皇帝への訴追条項および一般戦争犯罪の裁判について規定している。227条では前ドイツ皇帝ヴィルヘルム2世が「国際道義と条約に対する最高の罪を犯した」としてヴィルヘルム2世を特別法廷で裁くことを規定している。戦犯法廷には米英仏伊日五カ国から一名ずつ裁判官を任命するものとされた。さらにドイツ政府は戦時国際法を犯したものを連合国に引き渡すことも定められた。この戦犯法廷はヴィルヘルム2世がオランダに亡命したため開廷されることはなかった。

### 賠償
第8篇（231条から247条）ではドイツが連合国等に支払う賠償について記述している。
231条は戦争がドイツとその同盟国の攻撃によって引き起こされ、賠償責任はドイツとその同盟国にあると記述しており、戦争責任条項と呼ばれる。ヴェルサイユ条約の賠償規定では現物、家畜等による莫大な賠償が記述されたが、賠償総額については決定されず、後に設置される賠償委員会で決定されることとなっていた。

### 財政
第9篇（248条から263条）では、占領に伴う経費等の支払い方法について規定している。
戦勝国は譲り受ける旧ドイツ帝国植民地に関してその植民地が保有していた一切の財産を取得するが、その価格は賠償委員会が査定して取得者たる戦勝国から補償金を受けとりドイツの賠償分に計上するし、この措置は皇帝・王族の財産にも適用される（256条第一段）。ただし、普仏戦争で敗北し50億フランを負担したフランスは、アルザス・ロレーヌを無償で譲り受ける（256条第二段）。この点、ベルギーも同様とする（256条第三段）。第22条により旧ドイツ植民地の統治を委任される国は統治する植民地の公債を負担しないし、統治国の資格で植民地の財物を譲り受けても補償せず皇帝・王族の財産についても同様とする（257条）。
中央同盟国と連合国、オーストリア、ハンガリー、ブルガリア、トルコ、加え各国の植民地、およびロシアにおいて、行政庁・国立銀行・代表機関その他国際的な金融・経済機関に対し、ドイツは一切の参加権を放棄する（258条）。ライヒスバンクはトルコ政府紙幣を初めて発行するときオスマン債務管理局名義で正金を寄託されたが、それをドイツは条約施行後一月以内に引き渡す（259条1項）。第二回の政府紙幣発行でも、やはりオスマン債務管理局名義で、幾度かドイツ大蔵省証券を寄託しているが、その券面の規定によりドイツは12年間年金を支払う（同条2項）。1915年5月5日の協定によりオスマン債務管理局からトルコ政府に貸し付けた正金の残高で、ライヒスバンクや他の銀行に預けられたものも引き渡す（同条3項）。1919年5月を弁済期とするオスマン内国公債の元利償還を目的として、1918年11月トルコ政府に交付した金銀のドイツ保有分を引き渡す（同条4項）。オーストリア・ハンガリーに対する貸付につきドイツが担保として占有した正金も一月以内に引き渡す（同条5項）。

### 経済
第10篇（264条から312条）では、ドイツにおける関税、通信（万国郵便連合・万国電信連合関係）、債務・私有財産等の扱いについて規定している。また295条は1912年に調印された万国阿片条約の批准措置となっている。

### 航空
第11篇（313条から320条）では、航空の分野において連合国がドイツにおいてドイツ国民と同等の権利を受けることを規定している。

### 水運・鉄道
第12篇（321条から386条）では、ドイツの港の利用、ドイツ国内河川の交通と鉄道について規定している。ライン川・モーゼル川・エルベ川・オーデル川・ネマン川・ドナウ川・キール運河等はこの条約により、非沿岸国にも自由通航権が与えられる国際河川化・国際運河化が規定された。これは1921年の国際関係を有する可航水路の制度に関する条約（バルセロナ条約）の基となった。またドイツ国営鉄道を連合国が優先利用することも規定している。

### 国際労働機関
第13篇（387条から427条）は、国際連盟の姉妹機関とされた国際労働機関の規約となっている。これもサン＝ジェルマン条約、ヌイイ条約、トリアノン条約、セーヴル条約と同様の構成である。

### 保障
第14篇（428条から433条）は、ドイツに対する監視措置を規定している。
428条では、ライン川左岸50km地域を連合軍が15年間占領することが規定され、429条ではドイツの履行状況に応じて部分的に占領を解除することが規定されているが、状況によっては占領期間の延長ができるとしている。430条では賠償が履行されない場合には再占領を行えると規定しており、後のルール占領の根拠となった。433条ではブレスト＝リトフスク条約締結後にドイツが占領したバルト地方からの撤兵と、バルト諸国に対する干渉禁止について規定している。

### 雑則
第15篇（434条から440条）は、その他の条項が記載されている。434条では、旧中央同盟国（オーストリア、ハンガリー、ブルガリア王国、トルコ）において連合国がとる措置をドイツが承認することが規定されている。435条はフランスとスイスの間で合意されたオート＝サヴォワ・ジェクスに設置されていた中立地帯の解消を、締結国も承認するというものである。436条はフランスとモナコ公国の間で結ばれたフランス・モナコ保護友好条約を締結国が承認する規定である。437条は採決における議長の優越権、438条はドイツ国内のキリスト教会の保護、439条は請求権の確認、440条は戦時中に拿捕されたドイツ船舶の資産の返還不可を定めている。

## 直接の影響

### 制裁裁判
ヴィルヘルム2世の裁判は亡命先のオランダが引渡しに応じなかったため、実現しなかった。オランダの世論は告発者による裁判所が中立的な法の尊厳を維持できるはずはなく、皇帝の引渡しはオランダ国法および憲法に抵触する可能性があると論じた。またフランス政府も裏面でオランダ政府に働きかけ、ヴィルヘルム2世の引渡し要求に応じないよう助言している。さらにドイツ政府が戦犯の引渡しを拒否したため、戦犯裁判は国際裁判ではなく国内裁判で裁かれることになった。1921年5月23日からはライプツィヒ戦争犯罪裁判が開催され、連合国が指名した、捕虜虐待容疑などの45人の戦犯が裁かれた。有罪となった者の刑期はそれほど長くなく、死刑になった被告は一人も出なかった。

### 住民投票

#### シュレースヴィヒ
シュレースヴィヒのデンマーク系住民は大戦末期からシュレースヴィヒの帰属を決める住民投票を希望しており、1918年11月17日にはデンマーク系住民居住地域の南限である「クラウセンライン」を国境とするべきであるという「アペンラーデ決議」を発表した。しかしデンマーク政府はドイツ系の住民が多数を占める中南部の編入を望んでおらず、その点ではドイツ共和政府とも了解が取れていた。しかしドイツ系住民の「シュレースヴィヒ公爵領のためのドイツ委員会」はシュレースヴィヒの一体性を主張し、住民投票の際はシュレースヴィヒ一体で行うべきと主張していた。ヴェルサイユ条約ではクラウセンラインが採用され、ライン以北を第一地区、以南を第二地区として別個に投票を行うことになった。
シュレースヴィヒの住民投票は、北部の第一地区では1919年6月28日、第二地区では1920年3月14日に行われた。北部ではデンマーク所属派が75%と優勢であり、中部シュレースヴィヒの投票では80%がドイツを選択するなどははっきりした傾向が現れた。また南部のドイツ支持が明確な地区では投票自体行われなかった。この結果に不満を持ったデンマークの国家主義者は中部シュレースヴィヒのデンマーク編入を要求し、国王クリスチャン10世も介入する一大政治問題となった（1920年のイースター危機）。結局デンマークは住民投票の結果どおり、中部シュレースヴィヒ獲得を断念した。一方ドイツ政府はクラウセンライン以北にあるドイツ住民が優勢な地域を考慮して国境を引きなおす案を提案したが入れられず、国境線はクラウセンラインが採用された。その後、北部シュレースヴィヒは1920年6月15日にデンマークに編入された。

#### 東プロイセン
東プロイセンの住民投票はポーランド・ソビエト戦争のさなかの1920年7月11日に行われた。ほとんどの地域でドイツ編入を希望する票が95%を上回り、投票が行われた地域はほとんどドイツ領(東プロイセン領)のままとなった。ただしいくつかの村は住民投票が行われずポーランド領に編入されている。

#### 上シレジア
上シレジアの住民投票は困難であった。この地域はドイツ系とポーランド系の住民が交錯しており、いずれの帰属となっても混乱は必至であった。1921年3月20日に住民投票が行われたが、ポーランド系の大規模な蜂起が発生した。連合国管理委員会は裁定を断念し、国際連盟に提訴した。結局上シレジアの3分の2がドイツ領となったが、重工業地域などはポーランド領となり、両国間に確執が残ることとなった。

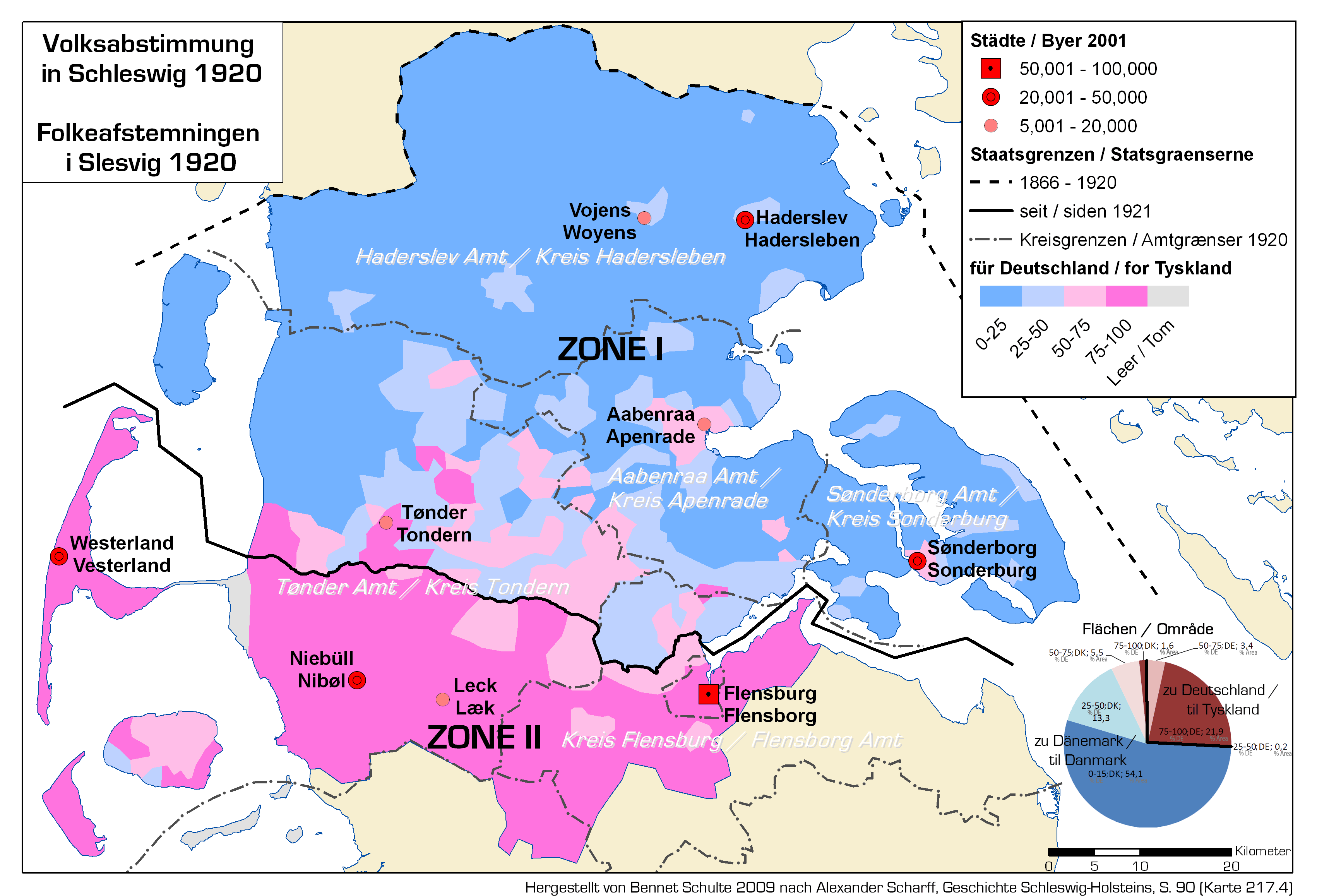
シュレースヴィヒの住民投票。マゼンタがドイツ、シアンがデンマーク帰属派の大きかった地域。黒い太線が「クラウセンライン」
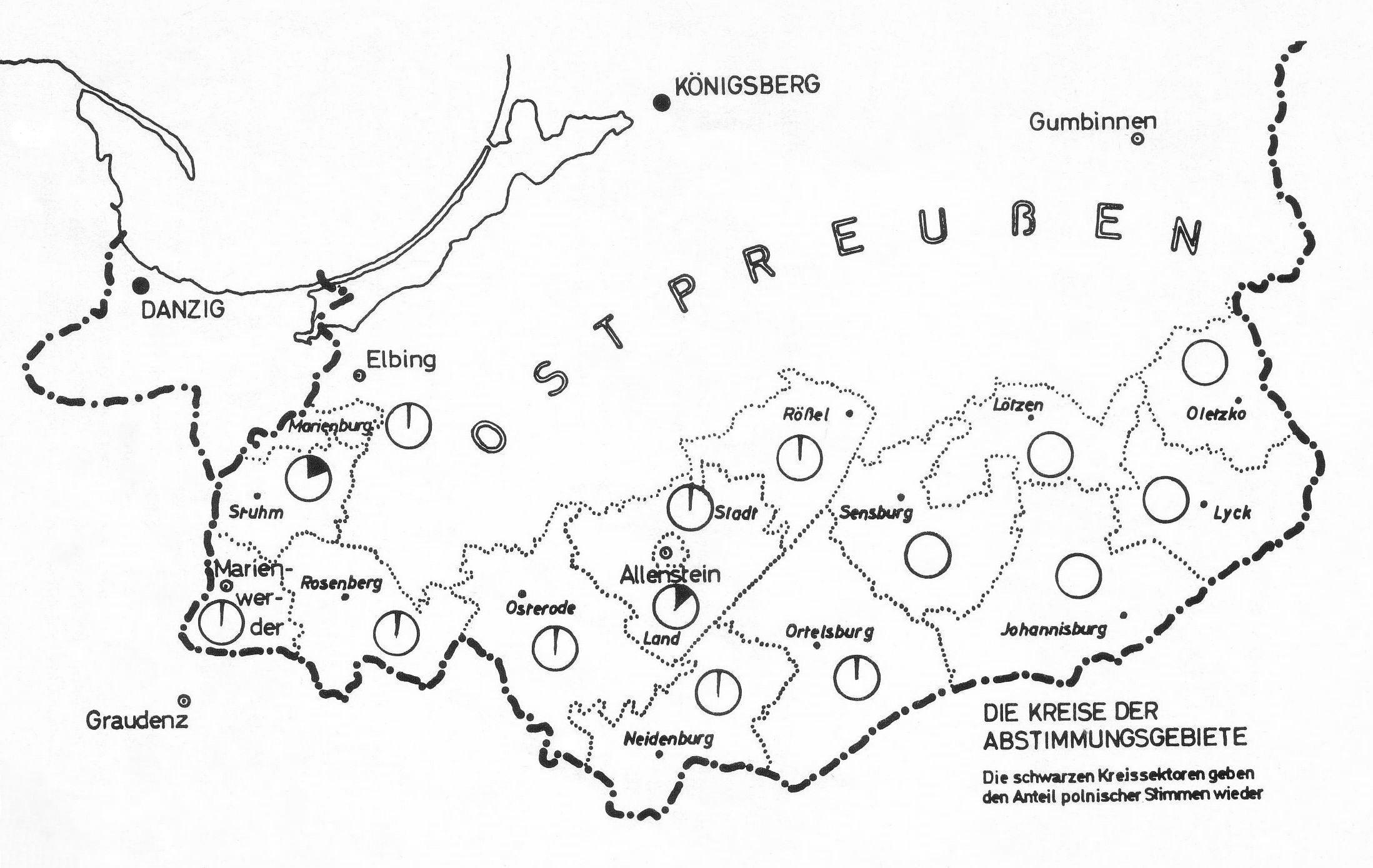
東プロイセンの住民投票。円グラフの黒がポーランド帰属票の割合

### メーメル
メーメルとその周辺については、暫定的にイギリス・フランス・イタリア・日本の4カ国で構成される大使会議の統治下におかれることとなったが、実質的にはフランスの管理下におかれた。1923年1月にリトアニア政府が軍事侵攻し、メーメルを支配下に置いた（クライペダ蜂起）。フランスはルール占領に手を焼いており、これに介入する余裕がなかったため、連合国はリトアニアの支配権を追認することとなった。1924年5月8日のクライペダ条約によってメーメルはリトアニアの自治地区となった。

### 植民地

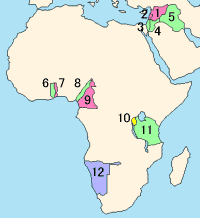
アフリカにおける旧ドイツ植民地と委任統治先
6. イギリス領トーゴランド
7. フランス領トーゴランド
8. イギリス領カメルーン
9. フランス領カメルーン
10. ベルギー領ルアンダ＝ウルンディ
11.イギリス領タンガニーカ
12. 南ア領南西アフリカ

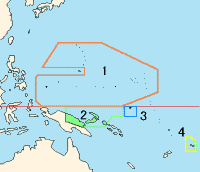
太平洋における旧ドイツ植民地と委任統治先
1. 日本領南洋諸島
2. オーストラリア領ニューギニア
3. 三国共同統治ナウル
4. ニュージーランド領西サモア

ドイツが放棄した植民地については、国際連盟に指名された国が統治する、委任統治に移行した。
- ルアンダ＝ウルンディ（旧ドイツ領東アフリカ ）（受任国・ベルギー：現在のルワンダとブルンジ）
- タンガニーカ（旧ドイツ領東アフリカ）
  - ロヴマ川以南のキオンガ三角地帯（受任国・ポルトガル：現在のモザンビーク北部）
  - ロヴマ川以北→タンガニーカ準州（受任国・イギリス：現在のタンザニア大陸部）
- ドイツ領トーゴラント
  - 西部三分の一→イギリス領トーゴランド（受任国・イギリス：現在のガーナ東部）
  - 東部三分の二→フランス領トーゴランド（受任国・フランス：現在のトーゴ）
- ドイツ領南西アフリカ→南西アフリカ（受任国・南アフリカ連邦：現在のナミビア）
- ドイツ領カメルーン（旧ドイツ領西アフリカ）
  - 北部カメルーン→イギリス領カメルーン（受任国・イギリス：現在のナイジェリア東部）
  - 南部カメルーン→フランス領カメルーン（受任国・フランス：現在のカメルーン）
- ノイカメルーン （旧ドイツ領西アフリカ）→ フランス領赤道アフリカに統合
- ドイツ領ニューギニア
  - マリアナ諸島、カロリン諸島、パラオ、マーシャル諸島→ 南洋諸島（受任国・日本）
  - ソロモン諸島→ イギリス領ソロモン諸島（受任国・イギリス）
  - カイザーヴィルヘルムスラント（英語版）→ オーストラリア領ニューギニア（受任国・オーストラリア：現在のパプアニューギニア北部）
  - ナウル→ 三国共同統治領ナウル（受任国・イギリス、オーストラリア、ニュージーランド）
- ドイツ領サモア→ ニュージーランド領西サモア（英語版）（受任国・ニュージーランド）

### 賠償
賠償委員会の協議は難航し、賠償総額が1320億金マルク（約66億ドル）、30年賦と決定されたのも1921年になってからのことであった。ロシアへの賠償はラパッロ条約によって事実上相殺されたが、ドイツ政府は賠償金の捻出に苦しみ、さらに「トランスファー問題」の発生でマルク相場は急激に下落した。1923年1月、フランスとベルギーは賠償金支払いの遅延を理由とし、ベルサイユ条約を根拠とするルール工業地帯の占領を開始した。これに対するドイツ側の対抗措置等も重なり、マルクはおよそ一兆倍に下落するというハイパーインフレーションに見舞われた（ヴァイマル共和政のハイパーインフレーション）。
これ以降連合国側もドイツ経済に配慮するようになり、ドーズ案によってドイツの賠償支払いは一段落した。しかし1928年頃からはドイツへの資金流入が減少しはじめ、ヤング案が採択されて支払いはさらに緩和されたものの、1930年代の世界恐慌と欧州金融恐慌により、賠償の支払いは事実上不可能となった。ドイツは賠償支払いの一時停止を宣言し、1932年6月のローザンヌ会議で賠償問題は事実上解消された。

### 武装解除
ドイツ海軍艦艇は連合国に引き渡されることになっていたが、当時イギリスのスカパ・フロー港に抑留されていたドイツ艦艇は、ルートヴィヒ・フォン・ロイター提督の命令で1919年6月21日にいっせいに自沈し、艦艇74隻中52隻が沈没した（スカパ・フローでのドイツ艦隊の自沈）。いくつかの艦は引き上げられず、連合国は引き渡しを受けることができなかった。ドイツ世論ではロイター提督が国民的な英雄であると受け止められた。

## 当時の評価
条約成立過程はほとんど秘密にされていたため、全容が世界に公表されたのは5月7日のドイツ側への手交以降だった。イギリスでは講和条約が過酷であり、連合国の戦争目的と異なるという批判が労働組織の機関紙を中心に広がった。ランシングをはじめとするアメリカの代表団内部でも条約が「十四原則」とかけ離れていると批判する声が高かった。また大戦中から和平への努力を行っていた教皇ベネディクトゥス15世も公然の批判は行わなかったものの、ヴェルサイユ条約が復讐の産物であるという認識を示していた。
ロイド・ジョージもドイツにとって過酷であると考えており、条約公表前の4月5日に「平和条約は、ドイツがヴェルサイユに来た時に、彼らに手渡される。それ以前に条約が公表されたら、ドイツ政府の立場はとてもありえなくされるだろう。この条約は、ドイツを革命に導くかも知れぬ。」。また南アフリカ代表のヤン・スマッツも、軍事占領と産業条項の両立は不可能であり、ドイツを国際連盟に加えることで孤立化を防ぎ、独露提携を回避するべきであると指摘している。
賠償委員会にイギリス代表委員として参加したものの、過酷な賠償に抗議して途中帰国した経済学者ジョン・メイナード・ケインズはクレマンソーの目的がドイツを徹底的に破壊し、弱体化するものであり、条約後の状態を「カルタゴ式平和」と批判した。ケインズが帰国した後に著わした『平和の経済的帰結』は、ヴェルサイユ条約批判の古典ともなっている。
また南アフリカのヤン・スマッツ国防相やルイス・ボータ首相、ホンジュラスのポリカルポ・ボニージャ元大統領などは、戦勝国が一方的にヴィルヘルム2世などを裁く形式が不当であると訴えた。特にボニージャは戦争犯罪裁判は双務的に、両陣営の戦犯を同様に裁くべきとした。
一方で対独強硬派であるフェルディナン・フォッシュらにとってはこの条約があまりにも手ぬるいものであると考えられた。フォッシュは「これは平和ではない。20年間の休戦だ」と述べたと伝えられる。
アメリカ代表団の一人であったハーバート・フーヴァーは「もし真に平和を望むのであれば、ドイツをいかなる自力回生も不可能なほどの貧困と無力状態におとしいれるか、自由な政府を持たせて人類家族の平和なメンバーにするか、そのどちらかにすべきであった。」と回想し、フランスの作家ジャック・バンヴィルも『平和の政治的帰結』において「過酷な点があるにしてはあまりに手ぬるく、手ぬるい点があるにしては過酷に過ぎる」と評し、条約がいずれにしても不徹底であるとした。
戦争が終わり冷静さが戻ると、ドイツ軍残虐プロパガンダの嘘が暴かれた。イギリスの戦争宣伝局が作成し、アメリカにおける反独感情醸成に貢献した、ドイツ軍がベルギー占領の過程で行ったとされる残虐行為に関するブライス報告は、イギリスを代表する知性としてアメリカでも高く評価されていたジェームズ・ブライスが責任者であったために、アメリカを席巻したが、ベルギーで行われた検証は、報告中の主たる事例のうち、ただの一つもその存在を示せなかった。当のブライスも、戦争中はどんなことでも生じ得るとだけ言い残し、戦後ほどなく亡くなった。ドイツ単独責任論も講和直後から揺らぎ始めた。1920年、アメリカの歴史学者シドニー・フェイは「世界大戦の起源に新たな光を当てる」という論文を発表し、ドイツ単独責任論に疑問を呈した。さらに1928年、フェイは『世界大戦の起源』において、ドイツとその同盟国だけに大戦の責任があるというベルサイユ条約の裁断は、歴史として根拠薄弱であり、改めなければならないと結論づけた。この書籍は高く評価され、ドイツはもちろん、イギリス、アメリカにおいても、戦間期にはベルサイユ条約に否定的な修正史観が歴史研究の世界で確固たる位置を占めていた。

## ドイツへの影響
ドイツ側では講和条約に対する反発が根強く、受諾への動きを見せたエルツベルガーですら、「悪魔の仕業」と呼んでいた。ドイツの大半は戦火に巻き込まれなかったため、ドイツ一般市民には敗北感が薄く、さらにヒンデンブルクが議会証言で、革命派による「背後の一突き」によってドイツが休戦に追い込まれたと主張したことで、「不当な休戦」によってもたらされた「過酷な講和条約」に対する怒りはドイツ国民間に広く浸透した。これを好機と見たヴェルサイユ条約の軍備制限に反対するヴァルター・フォン・リュトヴィッツ元ベルリン防衛軍司令官は、1920年3月13日にヴァイマル共和政打倒のクーデターを敢行するが、市民の支持は集まらず失敗した（カップ一揆）。
しかし講和条約を受諾した以上、ドイツ政府は講和条約を実行する「履行政策」に勤めざるを得なかった。しかし賠償金支払いは困難を極め、インフレがじわじわと進行した結果に賠償金支払いが滞り、フランスのルール占領を呼び込むこととなった。ルール占領によってインフレーションは破滅的な規模に拡大し、ミュンヘン一揆等、左右両翼の暴動・反乱が相次いだ。しかしグスタフ・シュトレーゼマン内閣以降はドイツ経済と政情も一時的に安定し、ロカルノ条約の締結と国際連盟加盟実現により、ドイツは事実上国際社会に復帰した。しかし世界恐慌以降は再び条約に対する不満が惹起され、ナチ党の権力掌握を招くことになる。
エルツベルガーら休戦協定に署名した人物は、国家社会主義ドイツ労働者党（ナチ党）等右派によって「11月の裏切り者」と非難された。1920年8月26日、エルツベルガーは極右テロ組織コンスルの手によって暗殺された。

### 武装解除と秘密再武装
ドイツの武装解除と動員解除には、連合国の連合国国際監督委員会による監視措置が執られることとなった。しかし国軍は連合国の監視を逃れ、兵士を私兵組織（ドイツ義勇軍、フライコーア）に偽装し、参謀本部を兵務局と偽装して組織を温存した。またラパッロ条約の締結後は秘密議定書に基づき、ソビエト連邦の領土内での軍事訓練などを行った（1941年以前の独ソ関係）。MG13機関銃やleIG18歩兵砲など、戦後に開発された兵器には実際よりもさかのぼった年式が与えられ、敗戦以前に開発されたと偽装された。不安定な政治状況を乗り切るため、エーベルトは参謀次長であったヴィルヘルム・グレーナーと電話会談し、政府に軍が協力する見返りとして、軍の機構を維持する密約を結んでおり（エーベルト＝グレーナー協定）、これらの条約逃れは政府も黙認していた。1925年のロカルノ条約締結により、1927年には連合国国際監督委員会による監視措置は終了した。

## 連合国への影響
クレマンソーは「この条約は、他の条約同様、完全な履行まで戦闘行動の延長でありかつそうでしかありえない」と語ったように、対独強硬路線はフランスの基本路線となり、賠償支払いが停滞したドイツに対するルール占領を引き起こした。しかしこの占領は失敗に終わり、イギリスの仲介もあってフランスも強硬方針を改めざるを得なくなった。1924年には賠償支払い手続きにアメリカを組み込んだドーズ案が決定され、賠償支払いもようやく円滑となった。
1925年にイギリス・フランス・イタリア・ベルギー・ドイツの集団安全保障を定めたロカルノ条約の締結によってドイツは国際社会に復帰し、1926年9月には国際連盟にも加盟した。1928年には不戦条約の締結でロカルノ体制は安泰となったかに思われたが、世界恐慌の発生とそれにともなうヨーロッパの不安定化は、英仏に新たな体制構築をせまることとなった。
アメリカにおいても、ウィルソン大統領が唱えた「世界をデモクラシーにとって安全な場所にせねばならない」という標語の下に参加した大戦への疑問が国民全体に広がった。1930年代にはナイ委員会において、戦争の過程でアメリカの銀行と軍需産業が大きな利益を上げたことが取り上げられ、国民の孤立主義的傾向に拍車がかかり、圧倒的大多数のアメリカ国民が、ヨーロッパやアジアにおける戦争にアメリカが関わるべきではないと確信していた。

## ナチス・ドイツと第二次世界大戦
英仏の対独宥和政策が強まる中、ラインラント占領が1930年6月に終了し、賠償問題もローザンヌ会議で事実上終結するなど、ヴェルサイユ条約の対独監視措置はヒトラー内閣成立の1933年以前にほとんど終了した。
反ヴェルサイユ条約を掲げたアドルフ・ヒトラーらナチ党のいわゆるナチス・ドイツ成立以降は、軍事面での監視措置を次々に破った。1933年にはジュネーブ軍縮会議から離脱した上で国際連盟から脱退し、1935年3月16日には軍備制限条項の無効を宣言し（ドイツ再軍備宣言）、1936年にはラインラント進駐を行い、ヴェルサイユ条約の軍事条項は完全に死文化した。またイギリスも1935年6月18日に英独海軍協定を締結することでこの状況を容認し、いわゆる宥和政策が開始された。フランスは小協商諸国との連携やマジノ線建築、さらに小協商およびポーランドにソ連をくわえた東方ロカルノ体制案でドイツに抵抗しようとするが、いずれも不十分に終わったため、ドイツを抑制することはできなかった。またザールも1935年にドイツに復帰している。
ヒトラーはヴェルサイユ条約で喪失した領土と、植民地の代替となるヨーロッパ領土、いわゆる東方生存圏の獲得を狙って第二次世界大戦の引き金を引くが、結果としてドイツは崩壊し、さらなる領土と人命、財産の喪失と、ドイツの分断を招くこととなった。連合国の指導者フランクリン・ルーズベルト大統領は、休戦協定とヴェルサイユ条約が完全なドイツの敗北をドイツ人に認識させなかったことが今次の大戦の原因であると考え、枢軸国に対して完全な「無条件降伏」を求める方針をとった。またドイツ軍の降伏手続きにおいては「背後の一突き」伝説が発生しないよう、軍の指揮権を持つ者に署名させた。一方でドイツからの賠償については、正貨ではなく捕虜による労務や現物による賠償で代えた。これはヴェルサイユ条約の賠償支払い方式が経済に与えた影響をかんがみたものであったが、強制労働によって多くの捕虜の人命が失われることになった。

## 現在における影響
第二次世界大戦の結果国際連合が成立し、国際連盟は消滅したが、国際労働機関（ILO）などヴェルサイユ条約および関連の講和条約によって成立した機関・規定は一部ながら現在も効力を持っている。

## 条約参加国
主要連合国

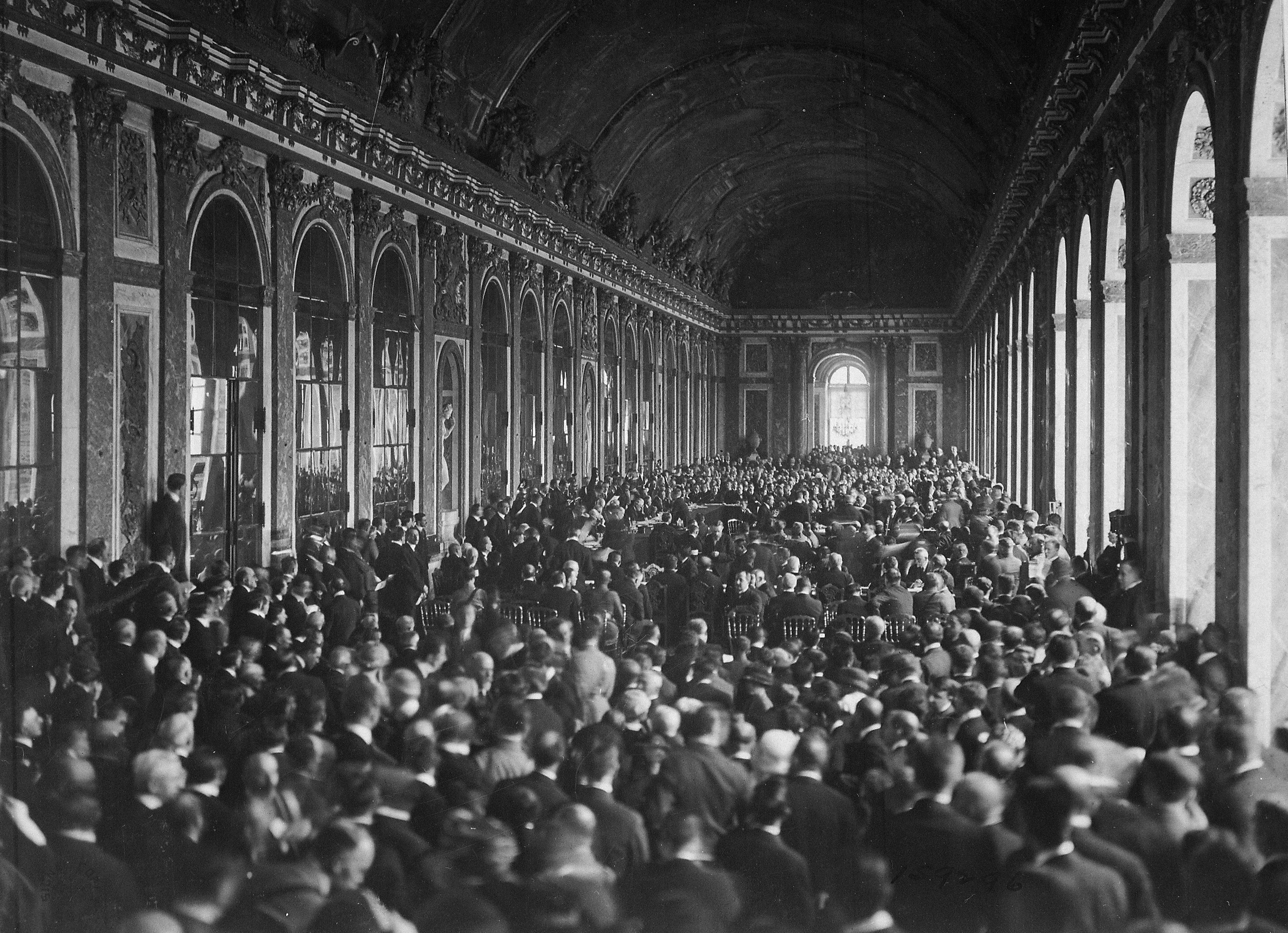
鏡の間の調印光景

前文では特に「アメリカ合衆国、イギリス帝国、フランス国、イタリア国、日本国」を「主たる同盟及び連合国」として他の参加国より先に記述している。
-  イギリス帝国
-  フランス
-  イタリア
-  日本

連合国
-  ベルギー
-  ボリビア
-  ブラジル
-  キューバ
-  エクアドル
-  ギリシャ王国
-  グアテマラ
-  ハイチ
-  ヒジャーズ王国
-  ホンジュラス
-  リベリア
-  ニカラグア
-  パナマ
-  ペルー
-  ポーランド
-  ポルトガル共和国
-  ルーマニア王国
-  セルブ・クロアート・スロヴェーヌ王国
-  シャム
-  チェコスロバキア
-  ウルグアイ

イギリス連邦内の参加国
-  英領インド帝国
-  オーストラリア
-  カナダ
-  ニュージーランド
-  南アフリカ連邦

中央同盟国
-  ドイツ国

### 調印したが、批准を行わなかった国
- アメリカ合衆国

### 講和会議に参加したが調印を行わなかった国
- 中華民国